# Octombrie 2012
Acest articol este generat integral pe baza informațiilor din articolul 2012 și este actualizat periodic de un robot.
 Editările făcute în articol vor fi șterse la următoarea actualizare! Dacă doriți să faceți modificări, editați articolul-sursă.

ianuarie -
februarie -
martie -
aprilie -
mai -
iunie -
iulie -
august -
septembrie -
octombrie -
noiembrie -
decembrie
Octombrie 2012 a fost a zecea lună a anului și a început într-o zi de luni.

## Evenimente

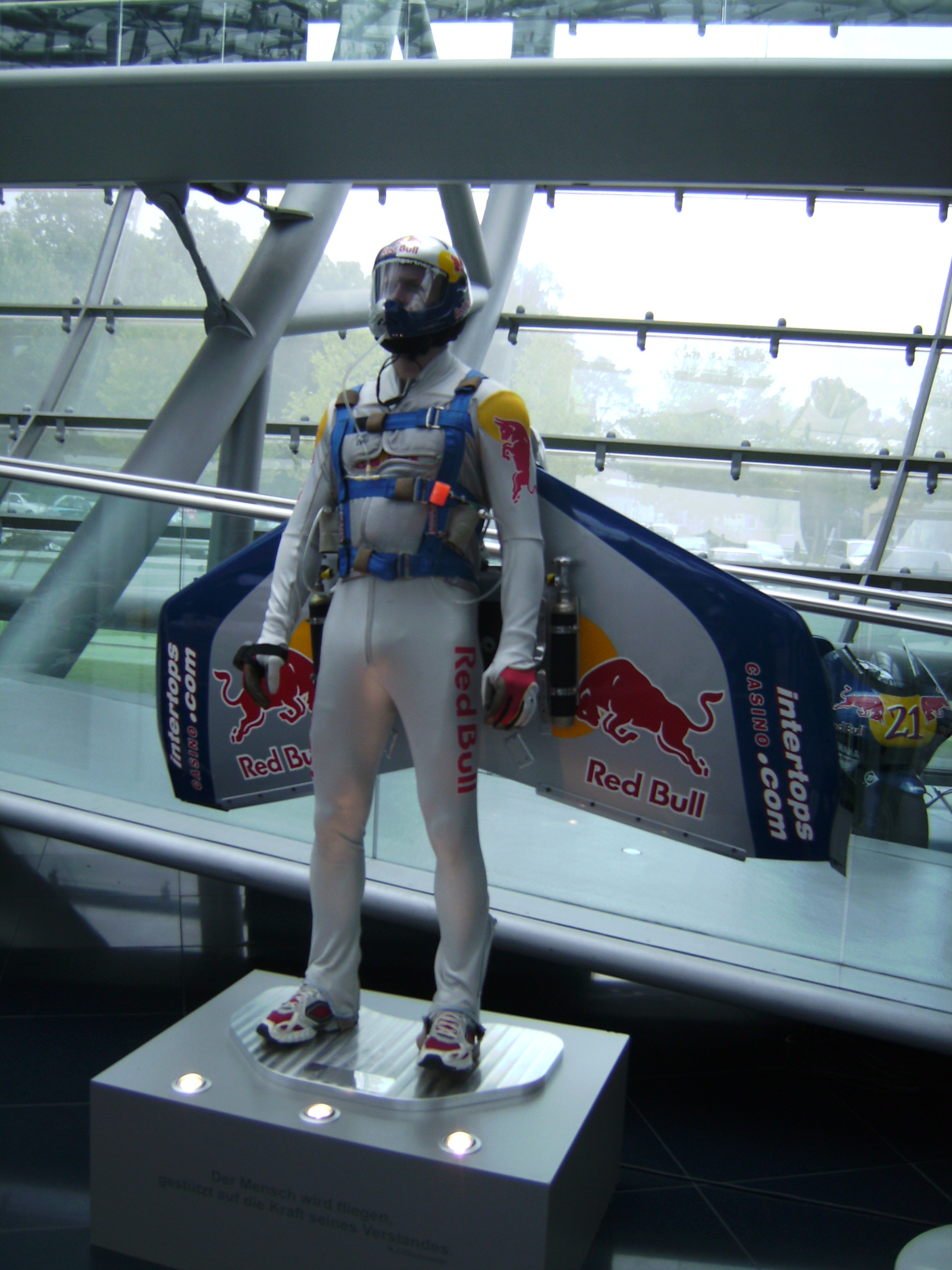
Costumul cu care Felix Baumgartner a traversat Canalul Mânecii

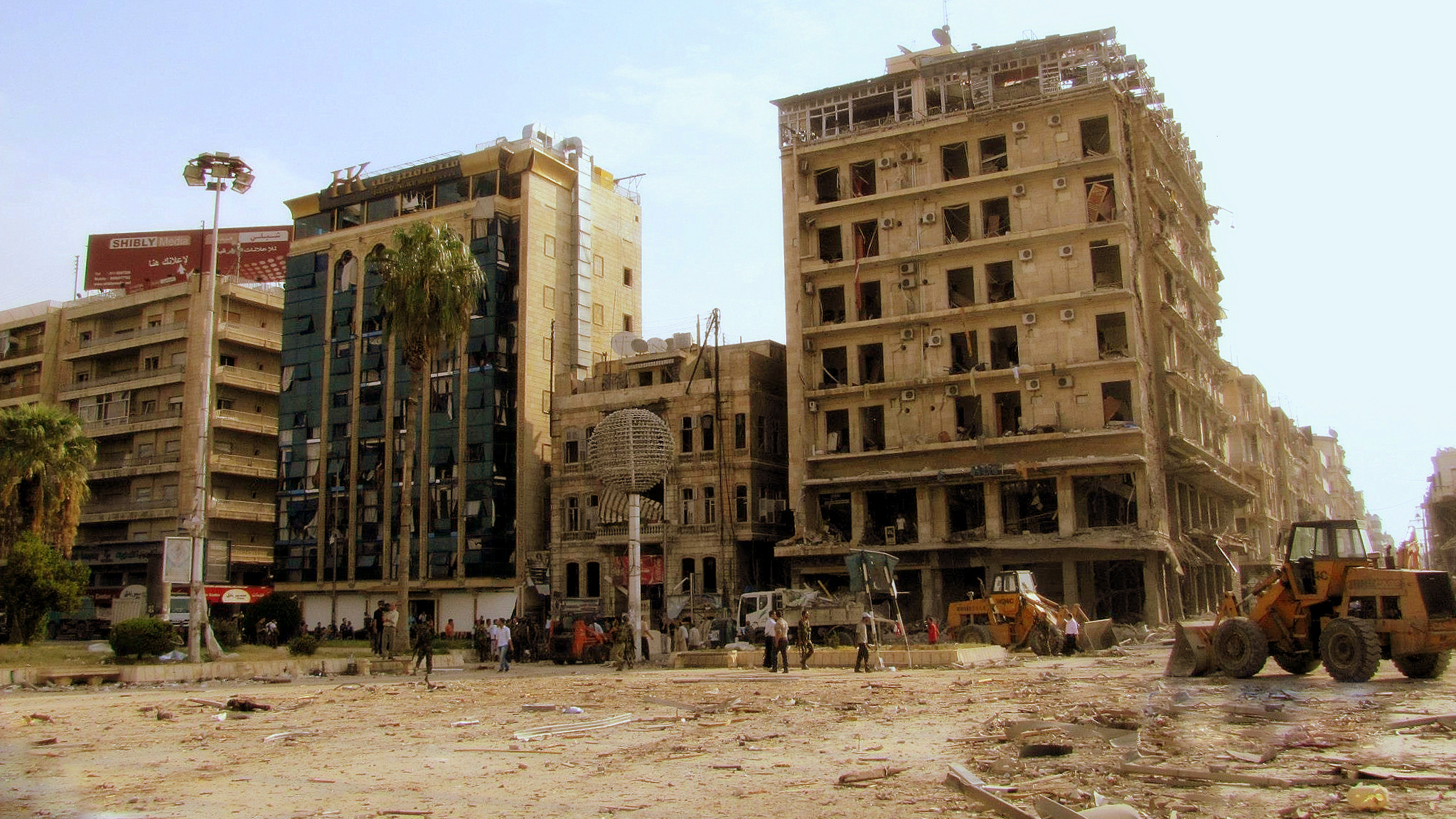
Piața Saadallah al-Jabiri din Aleppo în timpul războiului civil sirian

- 1 octombrie: Kraft Foods, distribuitor și producător american de produse alimentare își schimbă denumirea în Mondelēz International Inc.
- 3 octombrie: Cel puțin 5 oameni au murit și alți 9 au fost răniți în Turcia, într-un atac cu obuze lansate din Siria, într-o localitate situată la frontiera dintre cele două state. În replică, Ankara a bombardat ținte situate pe teritoriul sirian. Reuniune de urgență a țărilor membre NATO.
- 9 octombrie: Malala Yousafzai, o adolescentă în vârstă de 15 ani, care militează pentru dreptul la educație al fetelor, este rănită grav într-un atentat care o vizează, organizat de către talibani. Malala, al cărei caz bulversează milioane de persoane în Pakistan și în străinătate, este spitalizată în Anglia.
- 10 octombrie: Premiul Nobel pentru Chimie 2012, a fost decernat lui Robert J. Lefkowitz și Brian K. Kobilka „pentru studii asupra receptorilor cuplați cu proteine G”.
- 11 octombrie: Premiul Nobel pentru literatură 2012, a fost decernat scriitorului chinez Mo Yan, ''care cu realism halucinant îmbină povești populare, istorie și contemporaneitate”.
- 12 octombrie: Premiul Nobel pentru Pace 2012, a fost decernat Uniunii Europene, care ''pentru peste șase decenii a contribuit la progresul păcii și reconcilierii, democrației și drepturilor omului în Europa”.
- 14 octombrie: În cadrul proiectului Red Bull Stratos, inițiat în 2007 și sponsorizat de firma Red Bull, decolând de pe aeroportul bazei aeriene Walker din Roswell, statul New Mexico (SUA), parașutistul austriac Felix Baumgartner a urcat cu un balon umplut cu heliu până în stratosferă, îmbarcat într-o nacelă etanșă, din care a sărit de la altitudinea de 39,045 km. În prima parte a coborârii în cădere liberă, a depășit viteza sunetului, atingând 1.342,8 km/h, cea mai mare viteză cu care s-a deplasat până la acea dată un om care nu se afla într-un vehicul.
- 15 octombrie: A decedat, la vârsta de 89 de ani, Norodom Sihanouk, fostul rege al Cambodgiei.
- 15 octombrie: Premiul Sveriges Riksbank în științe economice, în memoria lui Alfred Nobel, 2012, a fost decernat lui Alvin E. Roth și Lloyd S. Shapley ''pentru teoria alocațiilor stabile și practica mecanismelor de piață”.
- 16 octombrie: Doi români au furat, în 2 minute, 7 tablouri (picturi în ulei și acuarele) de la muzeul Kunsthal din Roterdam, în valoare estimată de 18 milioane euro; pânzele erau semnate de Picasso, Matisse, Monet și Gauguin. În august 2013, în urma analizei fizico-chimică a cenușei recuperate de la inculpați, a reieșit că cenușa provine de la arderea a cel puțin 3 tablouri.
- 17 octombrie: Circa 75.000 persoane participă la mega-mitingul USL de la Arena Națională.
- 18 octombrie: Cel puțin 49 de persoane, dintre care 23 de copii, au fost ucise în bombardamentele armatei siriene asupra Maaret al-Noomane, oraș-cheie aflat sub controlul rebelilor în nordul Siriei.
- 18 octombrie: Guvernul și rebeliunea marxistă a Forțelor Armate Revoluționare Columbiene (FARC), deschid în mod oficial, în Norvegia, negocieri de pace, primele după 10 ani, menite să pună capăt celui mai vechi conflict armat din America de Sud.
- 18 octombrie: Ciocniri între polițiști și protestatari la Atena. A 20-a grevă generală din ultimii 2 ani.
- 20 octombrie: Nuntă regală în ducatul de Luxemburg. Guillaume, cel de-al șaptelea membru din dinastia Nassau-Weilbourg care va urca pe tronul marelui ducat al Luxemburgului, se căsătorește astăzi cu contesa belgiană Stéphanie de Lannoy.
- 20 octombrie: Khamis Gaddafi, fiul cel mic al fostului dictator libian, se presupune că a fost ucis în timpul luptelor în orașul Bani Walid, la un an în care forțele rebele l-au ucis pe tatăl său, Muammar al-Gaddafi.
- 22 octombrie: Conflictul din Liban: Armata libaneză lansează o operațiune pentru a potoli violența sectară în Beirut declanșată după asasinarea lui Wissam Al-Hassan.
- 22 octombrie: Războiul civil sirian: Un soldat iordanian moare în timpul unui schimb de focuri între trupele iordaniene și militanții islamici care încercau să treacă ilegal frontiera în Siria.
- 23 octombrie: Zeci de mii de oameni protestează în Ungaria împotriva premierului Viktor Orban.
- 24 octombrie: Proteste de amploare în Spania: mii de persoane au manifestat la Madrid împotriva măsurilor de austeritate.
- 25 octombrie: Un nor toxic s-a format în Texas, după ce peste 1.100 litri de acid hidrocloric s-au scurs la o uzină din acest stat american, 9 persoane fiind rănite în incident, iar peste 45.000 de locuitori din Texas City au primit ordine să nu părăsească locuințele, să oprească aparatele de aer condiționat și să țină geamurile închise.

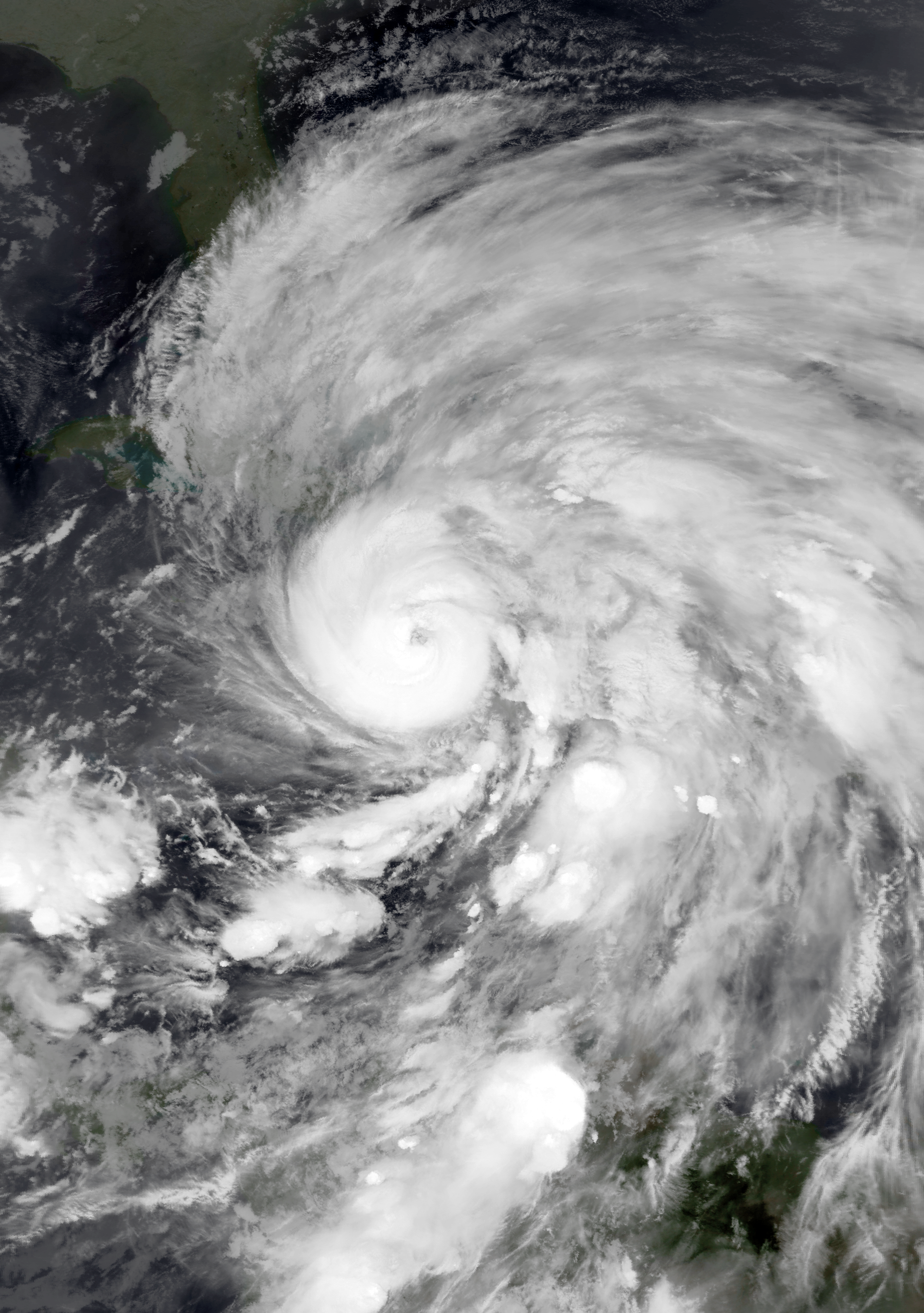
Uraganul Sandy

- 25 octombrie: Un cutremur cu magnitudinea de 5,3 grade Richter, s-a produs în noaptea de joi spre vineri la Mormanno, în regiunea Cosenza (sudul Italiei) provocând "prăbușiri și pagube" și evacuarea unui spital.
- 26 octombrie: Fostul premier italian, Silvio Berlusconi, a fost condamnat la 4 ani de închisoare cu executare, într-un dosar de fraudă fiscală. Recursul va fi stabilit pe 9 noiembrie.
- 28 octombrie: Un seism cu magnitudinea de 7,7 grade Richter, cu epicentrul în Insulele Queen Charlotte, a lovit coasta de vest a Canadei, fiind declanșată o alertă de tsunami, emisă pentru Hawaii care s-a produs sâmbătă la ora 20:04 (duminică 05:04, ora României).
- 28 octombrie: Partidul președintelui Viktor Ianukovici obține victoria în alegerile legislative din Ucraina. Scrutinul este criticat dur de Occident, în timp ce fostul premier Iulia Timoșenko este menținută în detenție.
- 29-30 octombrie: Uraganul Sandy a provocat daune majore, victime omenești, pe Coasta de est a SUA, inundații în anumite zone din New York. Uraganul Sandy a ucis 108 oameni în Caraibe, Bahamas, SUA și Canada.
- 31 octombrie: Disney anunță că va cumpăra LucasFilm pentru 4,05 miliarde dolari.

## Decese
- 1 octombrie: Moshe Sanbar, 86 ani, economist israelian (n. 1926)
- 1 octombrie: Eric John Hobsbawm, 95 ani, istoric britanic (n. 1917)
- 2 octombrie: Hideji Ōtaki, 87 ani, actor japonez de teatru și film (n. 1925)
- 4 octombrie: Constantin Țoiu, 89 ani, romancier și eseist român (n. 1923)
- 8 octombrie: Șerban Creangă, 68 ani, regizor și scenarist român (n. 1944)
- 8 octombrie: Aureliu Busuioc, 83 ani, scriitor din R. Moldova (n. 1928)
- 9 octombrie: Cristian Crăciunoiu, 60 ani, jurnalist de știință, scriitor, istoric al marinei și aviației române (n. 1951)
- 9 octombrie: Teodor Negara, 69 ani, interpret de muzică populară din R. Moldova (n. 1943)
- 10 octombrie: Amanda Michelle Todd, 15 ani, adolescentă din Canada (n. 1996)
- 11 octombrie: Charles E. Fritch, 85 ani, scriitor și editor american (n. 1927)
- 15 octombrie: Norodom Sihanouk (n. Preah Karuna Preah Bat Sâmdech Preah Norodom Sihanouk Preahmâhaviraksat), 89 ani, rege al Cambodgiei (1941-1955 și 1993-2004), Guinness Book of World Records l-a identificat ca politicianul care a deținut cele mai multe funcții politice din lume (n. 1922)
- 16 octombrie: Glebus Sainciuc, 93 ani, artist plastic din R. Moldova (n. 1919)
- 17 octombrie: Sylvia Kristel (Sylvia Maria Kristel), 60 ani, actriță neerlandeză (Emmanuelle), (n. 1952)
- 19 octombrie: Manuel António Pina, 68 ani, scriitor, poet, dramaturg, scenarist și ziarist portughez (n. 1943)
- 20 octombrie: Edward Donnall Thomas, 92 ani, medic american, laureat al Premiului Nobel (1990), (n. 1920)
- 22 octombrie: Ion Vădan, 63 ani, scriitor român (n. 1949)
- 22 octombrie: Russell Means (Russell Charles Means), 72 ani, actor, activist american pentru drepturile amerindienilor (n. 1939)
- 24 octombrie: Anita Björk, 89 ani, actriță suedeză (n. 1923)
- 25 octombrie: Jacques Goimard, 78 ani, antologist francez (n. 1934)
- 25 octombrie: Emanuel „Manny” Steward, 68 ani, pugilist și antrenor american de box profesionist (n. 1944)
- 26 octombrie: Björn Sieber, 23 ani, schior austriac (n. 1989)
- 29 octombrie: Valentin Mândâcanu, 82 ani, traducător, lingvist, publicist din R. Moldova (n. 1930)
- 31 octombrie: John Fitch, 95 ani, pilot american de Formula 1 (n. 1917)